# Syrrhopodon pomiformis
Syrrhopodon pomiformis là một loài rêu trong họ Calymperaceae. Loài này được Hook. Hampe ex Müll. Hal. mô tả khoa học đầu tiên năm 1849.